# Elezioni legislative in Francia del 1877
Le elezioni legislative in Francia del 1877 per eleggere i 521 membri della Camera dei Deputati si sono tenute dal 14 al 28 ottobre. Il sistema elettorale utilizzato fu un maggioritario a doppio turno dipartimentale.

## Risultati
| Partito                  | Partito           | Voti      | Voti | Seggi |
| Partito                  | Partito           | Numero    | %    | Seggi |
| ------------------------ | ----------------- | --------- | ---- | ----- |
|                          | Radicali          | 1 380 377 | 28,1 | 148   |
|                          | Opportunisti      | 1 215 120 | 24,8 | 130   |
|                          | Bonapartisti      | 1 617 464 | 32,9 | 104   |
|                          | Centro-sinistra   | 752 122   | 15,3 | 49    |
|                          | Legittimisti      | 687 422   | 14,0 | 44    |
|                          | Estrema sinistra  | 325 652   | 6,6  | 35    |
|                          | Orleanisti        | 169 834   | 3,5  | 11    |
| Totale voti              | Totale voti       | 8 087 323 | 100  | 521   |
| Elettori iscritti        | Elettori iscritti | 9 948 449 | –    | –     |
| Astenuti                 | Astenuti          | 1 861 126 | 18,7 | –     |
| Fonte: Rois & Présidents |                   |           |      |       |